# Outlaws (Computerspiel)
Outlaws ist ein 3D-Shooter, der im Western-Szenario angesiedelt ist. Das Spiel erschien 1997 und wurde von LucasArts entwickelt und vertrieben. Am 19. März 2015 wurde Outlaws durch Disney Interactive über gog.com erstmals im Digitalvertrieb wiederveröffentlicht. Das Spiel blieb ohne Nachfolger, im August 2025 wurden allerdings die Arbeiten an einem Remaster bestätigt, das von Nightdive Studios entwickelt wird und am 20. November 2025 erscheinen soll.

## Handlung
Marshall James Anderson hat sich zur Ruhe gesetzt und lebt nun mit seiner Frau Anna und Tochter Sara auf einer Farm. Der Geschäftsmann Bob Graham hat eine Eisenbahnstrecke für das Gebiet vorgesehen, in dem Anderson lebt, und schickt seine Handlanger los, um Anderson und andere Farmer davon zu überzeugen, ihre Farmen an ihn zu verkaufen. Einer dieser Handlanger, Dr. Death, hat seine eigene Methode Leute zu überzeugen. Er wartet, bis Anderson zu einem Einkauf in die Stadt aufbricht, tötet Andersons Frau, als sie ihn darauf hinweist, dass die Familie das Angebot endgültig abgelehnt hat, und entführt Andersons Tochter als Geisel. Anderson findet nach seiner Rückkehr seine sterbende Frau vor, die ihm noch davon berichten kann was geschehen ist, und versucht dann seine Tochter aus den Händen ihrer Entführer zu entreißen.

## Spielprinzip
Outlaws ist ein klassischer 3D-Shooter, bei dem das in diesem Genre eher stiefmütterlich behandelte Western-Genre das herausstellende Merkmal ist. Auf seinem Rachefeldzug durchquert James Anderson eine Reihe unterschiedlicher Szenarien, die von Städten, Eisenbahnen über Canyons und Höhlenlabyrinthen bis zu Berg- und Sägewerken reichen. Es stehen die üblichen Waffen jener Zeit zur Verfügung, also Messer, Revolver, Gewehre und Schrotflinten, auch Dynamitstangen können verwendet werden. Selbst eine Gatling Gun ist vorhanden, die allerdings nur stationär bedient werden kann. Munition kann unterwegs (manchmal auch von getöteten Gegnern) aufgesammelt werden. Gelegentlich gibt es Extras wie Panzerplatten, die eine Weile zusätzlichen Schutz vor gegnerischen Kugeln verleihen, oder Öllampen, mit denen man in unbeleuchteten Räumen besser sehen kann. Verwundungen können mit Feldflaschen, Arztkoffern und Elixieren teilweise oder gänzlich geheilt werden.
Das Spiel enthält drei Schwierigkeitsgrade, wobei schon beim mittleren große Vorsicht und Konzentration geboten ist, da hier schon kleine Unaufmerksamkeiten tödlich enden können. In den neun komplex aufgebauten Leveln sind spezielle geheime Räume versteckt, in denen sich Extras wie Arztkoffer, Munition und anderes verbergen. Es wurden einige kleinere Rätselelemente ins Spiel gepackt, so kann in einem der Stadtlevel die Bank, in der sich ein wichtiger Schlüssel befindet, nicht einfach durch die Tür betreten werden, vielmehr muss man sich auf alternative Weise einen Zugang verschaffen. Diverse Hüpf- und Schwimmeinlagen erinnern an das ein halbes Jahr zuvor erschienene Tomb Raider. Am Ende eines jeden Levels wartet ein besonders schwer zu erledigender Endgegner auf den Spieler.
Die Geschichte wird durch Zeichentricksequenzen eingeleitet und zwischen den Levels weitererzählt. Grafisch war das Spiel bereits beim Erscheinen teilweise veraltet, da die Gegner als staksig animierte 2D-Bitmaps dargestellt wurden, obwohl andere 3D-Shooter wie Quake hier bereits vollständig auf Polygone setzten. Es ist dann auch ein eher weniger herausragendes Element des Spiels, die Betonung liegt vielmehr auf der Story, der Atmosphäre und den sich durch das Leveldesign ergebenden Herausforderungen.

### Historische Missionen
Das Hauptspiel wird durch fünf spezielle Levels, die historische Missionen genannt werden, ergänzt. Diese sind zeitlich vor der eigentlichen Handlung angesiedelt und geben den Aufstieg des James Anderson zum Marshall wieder. Die Karriereleiter beginnt zunächst mit der Position eines Assistenten des Hilfssheriffs und setzt sich mit der eines Hilfssheriffs und Sheriffs fort, bis er es zum Marshall gebracht hat, durch das erfolgreiche Absolvieren der Missionen steigt der Spieler nach und nach im Rang auf. Für jeden erworbenen Rang wird ein Sonderlevel freigeschaltet, der eher Übungs- und Spaßcharakter hat.
Andersons Büro stellt den Dreh- und Angelpunkt der Missionen dar, von hier aus können diese in beliebiger Reihenfolge gestartet werden. In jeder Mission muss ein spezieller Bösewicht verhaftet oder getötet werden, der sich nach dem erfolgreichen Abschluss in einer der Gefängniszellen wiederfindet. Eine Besonderheit der historischen Missionen ist die Vergabe von Punkten, so wird beispielsweise die Gefangennahme eines Endgegners höher bewertet als dessen Tötung. Des Weiteren werden Punkte für die (möglichst geringe) Anzahl der abgegebenen Schüsse und der erlittenen Verwundungen, die Anzahl der getöteten Gegner und gefundenes Gold vergeben.

### Anspielungen auf andere Titel
Wie in den meisten Spielen von LucasArts finden sich in Outlaws Anspielungen auf andere Titel. Im zweiten Level gibt es ein Gebäude Stan's Used Coffins (Stans gebrauchte Särge), ein Verweis auf Monkey Island 2. In den freigeschalteten Sonderleveln finden sich Anspielungen auf den LucasArts-Klassiker Sam & Max und die von George Lucas produzierten Indiana-Jones-Filme.

### Erweiterung
1998 veröffentlichte LucasArts eine Erweiterung mit dem Namen Handful of Missions zum kostenlosen Herunterladen, die aus vier Einzel- und fünf Multiplayermissionen besteht und zudem das Spiel auf die Version 2.0 aktualisiert.

## Technik
Das Spiel benötigt keine 3D-Karte, unterstützte jedoch zusätzlich (zu Beginn ausschließlich) 3Dfx-Karten. 2001 erschien ein Direct3D-Patch, der die Unterstützung von 3D-Beschleunigung auf alle Direct3D-fähigen Grafikkarten ausweitete und Auflösungen bis 1024 × 768 ermöglichte.

### Mehrspieler
- Modem, Seriell (zwei Spieler), IPX, TCP/IP (bis acht Spieler)
- Modi: Capture the Flag, Deathmatch, Teamspiel. Es gibt einen speziellen Modus „Schnapp den Kerl mit dem Huhn“, wer am längsten ein Huhn behalten kann gewinnt
- Sechs Levels mitgeliefert (die Installation der „Handful of Missions“ Erweiterung erhöht die Anzahl auf elf)
- Es kann zwischen sechs Charakteren aus dem Hauptspiel gewählt werden, die alle ihre individuellen Stärken und Schwächen haben

### Soundtrack
Das am auffälligsten und in Rezensionen des Spiels auch hervorgehobene Element ist der Soundtrack, der stark an die berühmten Filmmusiken Ennio Morricones und anderer Spaghetti-Western angelehnt ist. Er stammt von Clint Bajakian, der bei LucasArts bereits in diesem Gebiet für Indiana Jones and the Fate of Atlantis und Monkey Island 2 verantwortlich war. Bajakian wurde für seinen Soundtrack von der Zeitschrift Computer Gaming World mit einem Musical Achievement Award ausgezeichnet. LucasArts brachte auch eine gesonderte Audio-CD mit den Titeln heraus; auch beim Computerspiel sind die Musiktitel als Audiotracks vorhanden, nur dass sie dort über zwei CDs verteilt und zusammen mit dem Datenteil auf den CDs untergebracht sind.

## Rezeption
Das Spiel erhielt in den Fachpublikationen zumeist gute Bewertungen, ein von der Videospiel-Website Gamespot aufgeführter Wertungsschnitt kommt auf 8,1 von maximal zehn Punkten, Gamespot selbst vergab 8,6 Punkte.

„Outlaws steckt auch Leute an, die mit Western nicht viel am Hut haben. Die Gründe dafür sind eine spannend erzählte Hintergrundgeschichte, das sehr abwechslungsreiche Gameplay und eine Spielatmosphäre von unglaublicher Dichte. Kleinere Unstimmigkeiten […] fallen da kaum mehr ins Gewicht.“

Wenig enthusiastisch äußerte sich dagegen Jörg Langer in PC Player, der insbesondere spielerische und technische Aspekte bemängelte:

„Die Dark-Forces-Engine ist zu alt, die Grafik ist zu langsam, die Gegner zu pixelig, die Waffen zu ähnlich […] die Steuerung ist ungenau. Spielspaß-Neuland tut sich auch nicht auf, denn statt Western-Romantik wird Herumballern pur geboten. […] Richtig atmosphärisch ist nur die Musik, sie könnte fast von Ennio Morricone stammen und hat ihren Platz in meiner CD-Sammlung sicher.“

Für Richard Löwenstein von PC Joker wiege das wenig hübsche Outlaws durch Atmosphäre und Tiefe im Gameplay wieder auf.
Michael Hengst von Power Play hob unter anderem die Comicsequenzen positiv hervor. Das Leveldesign bezeichnete er als mittelmäßig bis langweilig.
Ganz anders wertete Christian Müller von PC Action. Er hob die gute Spielbarkeit mit seinen ausgewogen gestalteten Levels und hohem Schwierigkeitsgrad hervor. Trotz veralteter Technik ergäbe es ein stimmiges Ganzes in einem erfrischend anderen Schauplatz.